# Luisa Cáceres de Arismendi
Luisa Cáceres Díaz de Arismendi (Caracas, 25 de septiembre de 1799-Ibidem, 2 de junio de 1866) fue una heroína de la Independencia de Venezuela y esposa del General Juan Bautista Arismendi.

## Biografía
Luisa Cáceres Díaz de Arismendi nació el 25 de septiembre de 1799. Su padre, Domingo Cáceres, y su hermano Félix fueron asesinados por los realistas en el pueblo de Ocumare en 1814, lo que la llevó a participar en el Éxodo de Caracas de 1814 y emigrar con el resto de su familia a Isla Margarita. Se casó con el general Juan Bautista Arismendi el 4 de diciembre de 1814; se habían conocido en Caracas durante la Navidad de 1813.
En 1815, fue detenida por las autoridades españolas con el propósito de presionar a su esposo Arismendi, quien para entonces estaba librando una feroz campaña contra las fuerzas realistas. Sin embargo, el gobernador de la isla, Joaquín Urreiztieta, no logró obtener nada de ella ni de su esposo, por lo que Luisa permaneció prisionera en la fortaleza de Santa Rosa, donde dio a luz a una niña que murió al nacer. Posteriormente, fue trasladada a la fortaleza de Pampatar, luego a La Guaira y finalmente fue enviada a España en 1816, donde también fue víctima de torturas para que renunciara a sus ideales republicanos.
Fue llevada a Cádiz; sin embargo, en el camino, el barco en el que viajaba fue atacado por un buque corsario, y ella y otros pasajeros quedaron varados en la Isla Santa María, ubicada en las Azores. Luisa finalmente llegó a Cádiz el 17 de enero de 1817. Fue presentada al capitán general de Andalucía, quien protestó contra la decisión arbitraria de las autoridades españolas en las Américas, y le otorgó a Luisa la categoría de confinada.
No obstante, nunca abandonó sus ideales independentistas. Después de ser liberada, regresó a Venezuela el 26 de julio de 1818, y continuó apoyando las ideas de libertad y soberanía del pueblo americano. Vivió en Caracas hasta su muerte el 2 de junio de 1866. En reconocimiento a su lucha por la independencia venezolana, sus restos fueron sepultados en el Panteón Nacional en 1876. Actualmente, aparece en el billete de 20 bolívares fuertes.
Luisa Cáceres de Arismendi está representada en el billete de 20 bolívares fuertes, introducido el 1 de enero de 2008.

### Tragedia familiar
El 6 de marzo las tropas del realista Francisco Rosete asaltaron la guarnición de Ocumare matan al padre de Luisa quien se encontraba allí por invitación de su amigo el general Juan José Toro. 
La Comandancia Militar, en Caracas, a cuyo frente se encontraba el coronel Juan Bautista Mendigar, organiza una expedición de jóvenes estudiantes y acude el día 14 en auxilio de los patriotas situados en Ocumare; entre los soldados de la expedición estaba Félix Cáceres, hermano de Luisa. Las tropas de Mendigar son derrotadas y Félix es hecho prisionero y ejecutado el 16 de marzo.
Por otra parte las sucesivas derrotas y la ofensiva de José Tomás Boves y de su “Legión infernal” obligan a las fuerzas patriotas a abandonar la plaza de Caracas; el 7 de julio de 1814 se emprende la retirada a oriente comandada por Simón Bolívar y José Félix Ribas (hecho conocido en la historia venezolana como Emigración a Oriente); entre los emigrados marcha la familia Cáceres, durante la travesía mueren 4 familiares de Luisa y solo quedan ella, su madre y un hermano menor. Los emigrados pasan por Barcelona y se dirigen a Cumaná a donde llegan a fines de agosto, pero la calma será por poco tiempo ya que Boves toma la ciudad. 
Muchos de ellos consiguen pasar a Margarita donde Arismendi puede ofrecerles alguna seguridad. El coronel Arismendi busca a la familia Cáceres, a quienes había conocido y frecuentado por algún tiempo en Caracas en la Navidad de 1813, les proporciona vestido, alojamiento y demás recursos necesarios. El 4 de diciembre de 1814, Luisa Cáceres contrae matrimonio con el coronel Juan Bautista Arismendi.

### Presidio en isla de Margarita

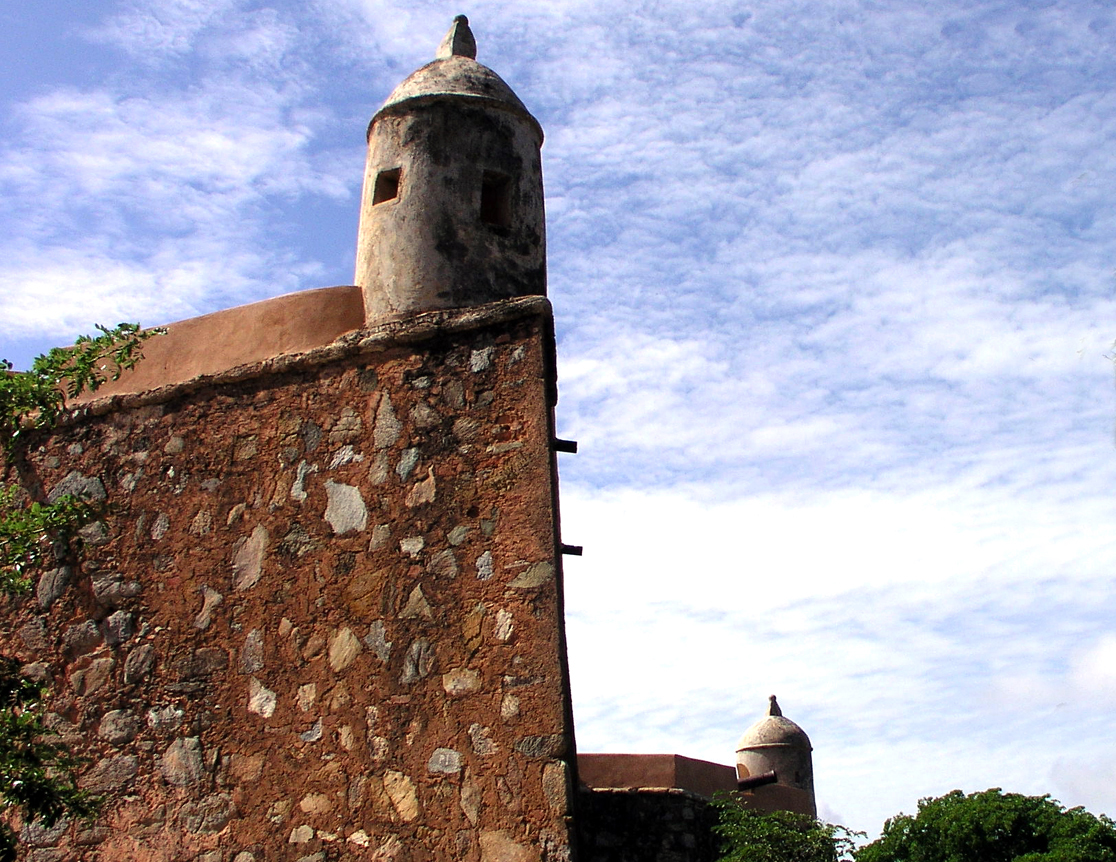
El Castillo Santa Rosa de la Eminencia, La Asunción.

Para el 9 de abril de 1815 Arismendi es gobernador provisional, momento en que a la isla de Margarita arribó el general Pablo Morillo al frente de una escuadra realista como  nunca se había visto en las costas de Venezuela. Arismendi se rinde sin entrar en combate ante la superioridad del enemigo y Morillo decreta una amnistía general. El acoso español se inició por todo el territorio de la República, durante algunos meses los Arismendi viven en las afueras de La Asunción bajo el espionaje y la presión que las autoridades españolas mantienen sobre los simpatizantes de la causa patriota en la isla.    
En septiembre de 1815, se ordena apresar a Arismendi. Este escapa y se oculta con uno de sus hijos en las montañas de Copey; el día 24 de septiembre Luisa, quien se encontraba embarazada, es tomada como rehén para doblegar a su esposo y encerrada bajo la vigilancia en la casa de la familia Anés. Días después, es trasladada a un calabozo del Castillo Santa Rosa en La Asunción. Un lugar desprovisto de ventanas y luz. Allí recibió torturas y vejámenes ante los cuales nunca cedió. Un centinela vigilaba hasta sus menores movimientos y es obligada a comer el rancho que le dan como único alimento.   
Las acciones militares de Juan Bautista Arismendi le permitieron capturar a varios jefes españoles, entre ellos al comandante Cobián, de la fortaleza de Santa Rosa. Como respuesta, el jefe realista Joaquín Urreiztieta propuso a Arismendi canjear a los prisioneros por la libertad de su esposa, Luisa Cáceres de Arismendi. Sin embargo, Arismendi rechazó el ofrecimiento, y el emisario recibió una contundente respuesta: «Diga al jefe español que sin patria no quiero esposa».
A partir de ese momento, las condiciones del cautiverio de Luisa empeoraron drásticamente. La posibilidad de su liberación se desvaneció tras el fracaso de un intento patriota por asaltar la fortaleza, llevado a cabo un mes después de su apresamiento. Una gran alarma en la noche anunció el posible ataque al cuartel. Al amanecer, cuando todo volvió a la calma, solo se escuchaban los lamentos de los heridos y moribundos que dejó la refriega.
Horas más tarde, los soldados sacaron a Luisa de su celda y la obligaron a caminar por la explanada del cuartel, donde yacían los cuerpos de los patriotas fusilados. El objetivo de sus verdugos era que presenciara el horror y la sangre derramada, que incluso llegaba hasta el aljibe de la prisión. En un acto de crueldad, fue obligada a beber de esa agua contaminada.
El 26 de enero de 1816, Luisa dio a luz a una niña que murió al nacer, debido a las deplorables condiciones del parto y del calabozo en el que se encontraba prisionera.

### Traslado a la prisión de la Guaira
Los brigadieres Juan Bautista Pardo y Salvador Moxó ordenan que se traslade a la detenida al Castillo San Carlos de Borromeo de  Pampatar donde permanece algunos días, luego es trasladada a la prisión de La Guaira y posteriormente al convento de la Inmaculada Concepción en Caracas, donde ingresa como prisionera el 22 de marzo de 1816. Durante todo este tiempo se le mantiene incomunicada y sin noticias de sus familiares. Los triunfos de las fuerzas republicanas comandadas por Arismendi en Margarita y por el general José Antonio Páez en Apure determinaron que el brigadier Moxó ordenara el traslado de Luisa a Cádiz, por tal motivo es llevada de nuevo a la prisión de La Guaira el 24 de noviembre de 1816 y embarcada el 3 de diciembre. En alta mar son atacados por un buque corsario que se apodera de todo el cargamento y los pasajeros son abandonados en la isla de Santa María de las Azores.

### Estancia en Cádiz
Imposibilitada de regresar a Venezuela, Luisa llega a Cádiz el 18 de enero de 1817. Es presentada ante el capitán general de Andalucía, quien protesta por la arbitraria decisión de las autoridades españolas en América y le da la categoría de confinada, le asigna una pensión de 10 reales en vellón diarios y confía su protección al médico José María Morón y su esposa Concepción Pepet, luego que pagan una fianza y se comprometen a presentarla mensualmente ante el juez de alzada. Durante su permanencia en Cádiz, se negó a firmar un documento donde manifestaba su lealtad al Rey de España y renegaba de la filiación patriota de su marido a lo cual respondió que el deber de su esposo era servir a la patria y luchar por libertarla. El destierro transcurre sin noticias de su madre y su esposo. En marzo de 1818 el teniente Francisco Carabaño y el inglés Mr. Tottem se ofrecen para ayudarla a trasladarse a América; se hacen todos los preparativos pertinentes para la fuga y la joven promete que su esposo pagará todos los gastos al arribar a tierra margariteña. Se despide de la familia Morón y emprende viaje a bordo de una fragata de bandera norteamericana.

### Llegada a Filadelfia
El 3 de mayo de 1818 llega a Filadelfia donde conoce a los familiares del almirante patriota Lino de Clemente, emigrados a Estados Unidos, quienes le brindan amistad y apoyo. El coronel Luis Rieux, comisionado por Arismendi, visita a Luisa y se encarga de su traslado a Margarita a donde llega el 26 de julio de 1818. Posteriormente, el 19 de septiembre de 1819, el Consejo de Indias dicta una resolución mediante la cual se le concedía absoluta libertad y facultad de fijar su residencia donde quisiera.
Residió en Caracas hasta el día de su muerte el 2 de junio de 1866, después de haber visto la nueva bandera de Venezuela ondeando.

## Honores

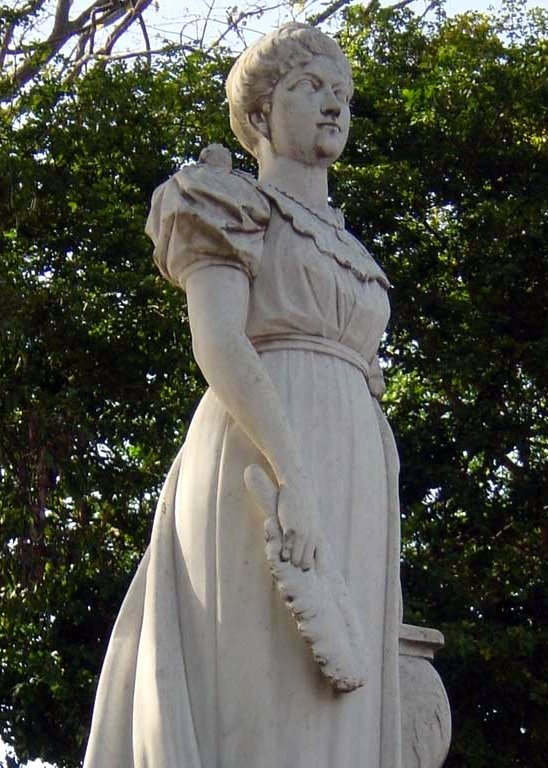
Estatua de Luisa en La Asunción

- Sus restos fueron trasladados al Panteón Nacional el 24 de agosto de 1877 convirtiéndose en la primera mujer cuyos restos reposan allí.
- En la ciudad de la Asunción capital del Estado Nueva Esparta existe la plaza Luisa Cáceres de Arismendi.
- Nota: Antes de la Ley Orgánica de Régimen Municipal año 1989, el actual Municipio Arismendi del Estado Nueva Esparta correspondiente a la ciudad de La Asunción se denominaba Municipio Luisa Cáceres de Arismendi y este junto con el Municipio Antolín del Campo conformaba el antiguo Distrito Arismendi. Para que el nombre del patriota Juan Bautista Arismendi no desapareciera de la división político territorial del Estado Nueva Esparta con la aprobación de la nueva ley, se tomó el nombre de Arismendi como el nuevo nombre del Municipio que tendría como capital la ciudad de La Asunción.
- En el estado Nueva Esparta, la vía que va desde el Sambil Margarita (Municipio Maneiro) hasta el semáforo ubicado en el sector Cocheima (Municipio Arismendi) lleva por nombre Avenida Luisa Cáceres de Arismendi. Al inicio (Sambil-Margarita) de esta avenida existe un busto de la heroína el cual ha sido derribado en varias oportunidades (por accidentes de tránsito y por indeseables).
- Existe el Hospital Pediátrico Luisa Cáceres de Arismendi, en el Complejo Hospitalario José Ignacio Baldó en Caracas.
- En la ciudad de Maracay, existe como Avenida principal en el Sector de 23 de enero (se encuentra al suroeste de la ciudad)
- El retrato de Luisa Cáceres de Arismendi obra de Emilio Mauri fue el inspirador del motivo principal del anverso del billete de 20 Bolívares fuertes emitido originalmente en fecha 20 de marzo de 2007 impreso por De La Rue Currency. Y con reemisiones de fechas 3 de septiembre de 2009 y 3 de febrero de 2011 y una variante de fecha de emisión 19 de diciembre de 2008. Actualmente también aparece en el billete de 5000 Bolívares que entró en circulación el 16 de enero de 2017, su fecha de emisión es 18 de agosto de 2016.
- La planta de generación termoeléctrica de la isla de Margarita, ubicada en el sector El Silguero del municipio García lleva el nombre Luisa Cáceres de Arismendi, al igual que una urbanización privada aledaña la cual es propiedad de la Fuerza Armada Nacional.